# Michel Boissard
Pour les articles homonymes, voir Boissard.
Michel Boissard est un essayiste français.

## Biographie
Historien de formation, il fait une carrière dans l'administration, comme secrétaire particulier du maire de Nîmes Émile Jourdan (1971-1983). En 1995, il revient au service du maire Alain Clary, cette fois comme directeur de cabinet,. Il a été membre du comité fédéral du Gard du Parti communiste français.
Chroniqueur à La Gazette de Nîmes et à L'Humanité, président de la Société d'histoire du protestantisme de Nîmes et du Gard depuis 2004, il est l'époux de la géographe Catherine Bernié-Boissard.

## Œuvre
En 2009, il publie, avec Catherine Bernié-Boissard et Serge Velay, un Petit dictionnaire des écrivains du Gard, qui dresse en plus de 200 portraits un « panorama de la vie littéraire et intellectuelle du département, du Moyen Âge à nos jours ».
En 2012, il signe une biographie littéraire de Jean-Pierre Chabrol, intitulée Jean-Pierre Chabrol, le rebelle. Pour Jean-Paul Debest, elle répare l'« injustice » d'un manque de notoriété en donnant à voir « une vie palpitante, truculente, tragique aussi ».
Dans Henri Barbusse, le feu et le sang (2018), il évoque la vie et l'œuvre de l'auteur du Feu.

## Publications
- Avec Catherine Bernié-Boissard et Serge Velay, Petit dictionnaire des écrivains du Gard, Nîmes, Alcide, coll. « Littérature », 2009  (ISBN 978-2-917743-07-2).
- Jean-Pierre Chabrol, le rebelle, Nîmes, Alcide, coll. « Littérature », 2012 (ISBN 978-2-917743-36-2).
- Henri Barbusse, l'encre et le sang : portrait littéraire avec groupe (préf. Patrick Cabanel), Paris, L'Harmattan, 2018  (ISBN 978-2-343-14637-9).
- Avec Catherine Bernié-Boissard, Figures, personnages et personnalités d'Occitanie : de Théodoric II à Amandine Hesse, de Jaume Ier à Juliette Gréco, Toulouse, Le Pérégrinateur, 2019  (ISBN 978-2-9103-5273-8).
- Aimé Vielzeuf : écrire et résister en Cévennes, Ampelos, coll. « Résister », 2021, 164 p. (ISBN 978-2-35618-200-5).

## Prix
- Cabri d'or 2012[11].